# Antonio Carbajal
Antonio Carbajal   (Ciutat de Mèxic, 7 de juny de 1929 - León, 9 de maig de 2023) fou un futbolista mexicà.

## Selecció de Mèxic
Va formar part de l'equip mexicà a la Copa del Món de 1950, 1954, 1958, 1962 i 1966.